# Memoirs of an Imperfect Angel
《Memoirs of an Imperfect Angel》는 미국의 싱어송라이터 머라이어 캐리의 열두 번째 정규 앨범으로, 2009년 9월 29일 아일랜드 레코드, 데프 잼 레코딩스, 아일랜드 데프 잼 뮤직 그룹을 통해 미국에서 발매되었다. 전작 《E=MC²》(2008)의 홍보 활동을 마친 뒤, 캐리는 테리어스 "더-드림" 내시와 크리스토퍼 "트리키" 스튜어트와 함께 새 앨범 작업에 착수했다.
이 앨범은 총 네 곡의 싱글을 통해 홍보되었다. 리드 싱글 〈Obsessed〉는 《Memoirs of an Imperfect Angel》에서 가장 성공한 곡으로, 미국 《빌보드》 핫 100에서 7위까지 올랐고, 일본·캐나다·오스트레일리아에서 톱20, 이탈리아와 프랑스에서는 톱10에 진입했다. 두 번째 싱글 〈I Want to Know What Love Is〉는 《빌보드》 핫 100에서 60위를 기록했으며, 브라질 《Hot 100 Airplay》 차트에서는 27주에 걸쳐 비연속적으로 1위를 차지했다. 세 번째 싱글 〈H.A.T.E.U.〉가 이어 발매되었으며, 네 번째이자 마지막 싱글 〈It's a Wrap〉은 2023년 영상 공유 플랫폼 틱톡에서 바이럴되며 뒤늦게 싱글로 발매되었다.
《Memoirs of an Imperfect Angel》는 발매 직후 음악 평론가들로부터 긍정적인 평가를 받았으며, 캐리의 앨범 중 가장 일관되고 흥미로운 작품 중 하나로 꼽혔다. 상업적으로는 첫 주에 16만 8천 장의 판매량을 기록하며 《빌보드》 200 차트 3위로 데뷔했으며, 그 외 다섯 개국에서도 톱10에 올랐다. 캐리는 앨범 홍보를 위해 2009년 매디슨 스퀘어 가든에서 사전 공연을 열었고, 2010년 Angels Advocate Tour를 진행했으며, 《아메리카 갓 탤런트》, 《오프라 윈프리 쇼》, 《투데이》 등 다양한 TV 프로그램에도 출연했다.

## 차트

### 주간 차트
| 차트                    | 최고순위 |
| ----------------------- | -------- |
| 미국 (빌보드 200)       | 3        |
| 일본 (오리콘 앨범 차트) | 9        |

### 연간 차트
| 차트              | 최고순위 |
| ----------------- | -------- |
| 미국 (빌보드 200) | 101      |